# Gabriel Fernández Ledesma
Pour les articles homonymes, voir Ledesma.
Gabriel Fernández Ledesma, né le 30 mai 1900 à Aguascalientes et mort le 26 août 1983 à Mexico, est un peintre, graveur, sculpteur, graphiste, écrivain et enseignant mexicain. Il commence sa carrière en travaillant avec l'artiste Roberto Montenegro, puis se tourne vers l'édition et l'éducation. Son travail est récompensé par deux bourses Guggenheim, la médaille José Guadalupe Posada et l'adhésion au Salón de la Plástica Mexicana.

## Biographie

### Jeunesse et formation
Fernández Ledesma naît en 1900 dans une grande famille d'intellectuels d'Aguascalientes,.
Avant même d'entrer dans une école d'art, il fonde, avec son ami Francisco Díaz de León, un groupe appelé Círculo de Artistas Independentes à Aguascalientes en 1915, un forum par le biais duquel ils organisent des expositions.
En 1917, il reçoit une bourse du gouvernement de l'État d'Aguascalientes pour fréquenter l'Escuela Nacional de Bellas Artes (École nationale des beaux-arts) de Mexico. Là, il étudie auprès de Leandro Izaguierre, Carlos Lazo et Saturnino Herran. Pour gagner l'argent nécessaire à sa subsistance d'étudiant, il travaille comme assistant calligraphe, puis en traçant des plans de propriétés agricoles à l'Archivo General de la Nación,.
Fernández Ledesma épouse Isabel Villaseñor, une icône de la période post-révolutionnaire du Mexique. Le couple a une fille, Olinca.

### Carrière

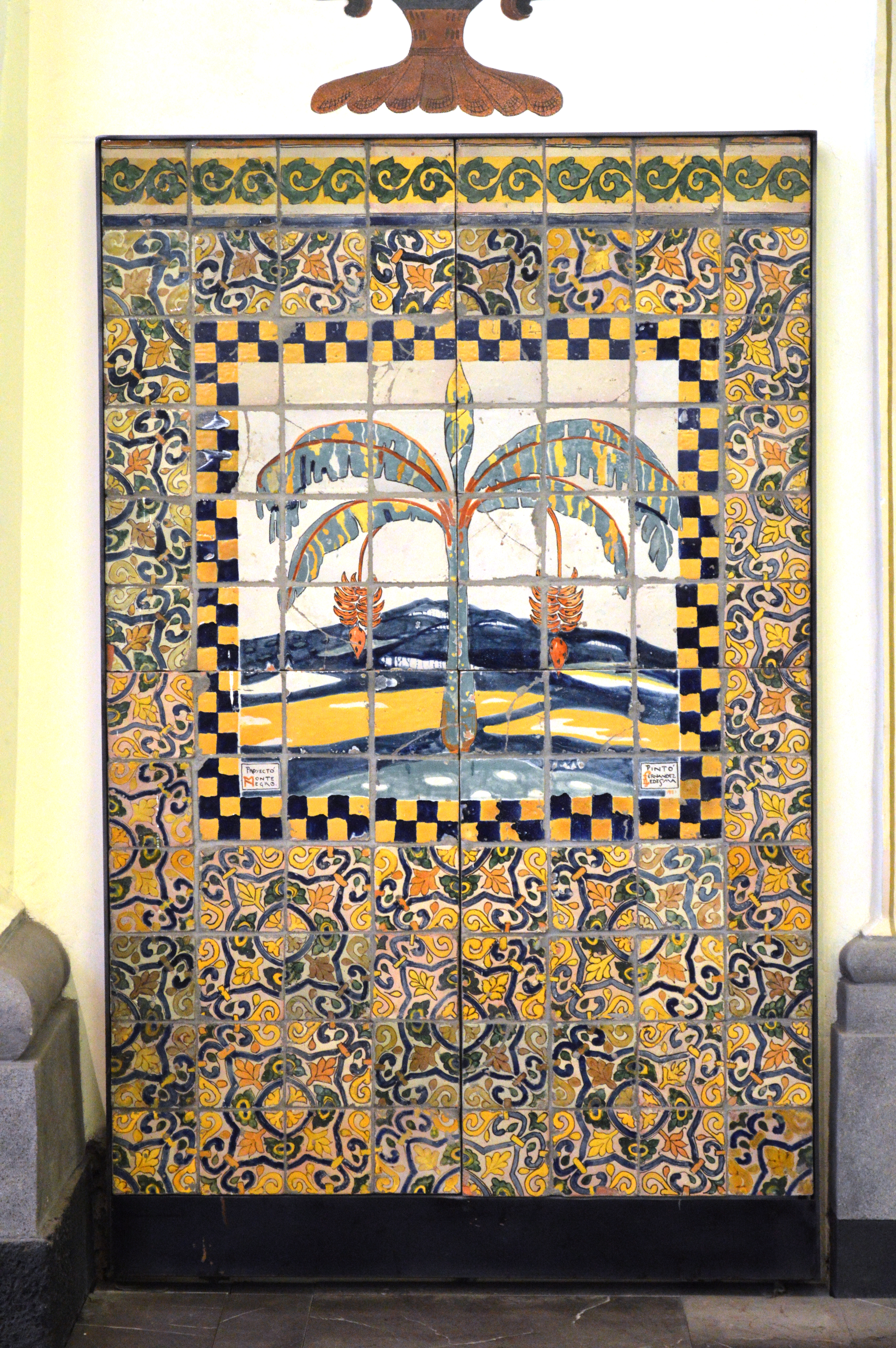
Carreaux créés par les artistes de l'ancienne église.

Il est peintre, muraliste, graveur, photographe, écrivain, éditeur, designer et chercheur en artisanat et art populaire mexicain. Fernández Ledesma  commence sa carrière en travaillant sur des projets liés au gouvernement, collaborant souvent avec Roberto Montenegro ou l'assistant. Au début des années 1920, José Vasconcelos, alors ministre de l'éducation, lui demande de créer des carreaux modernes pour l'église de l'ancien monastère de San Pedro y San Pablo. Pour cette tâche, il choisit de faire revivre les carreaux Talavera de Puebla,,. En 1922, il se rend à Rio de Janeiro en tant qu'assistant du Monténégro pour concevoir les peintures murales qui décorent les murs du pavillon mexicain de l' exposition du centenaire de 1922 à Rio de Janeiro,. À son retour du Brésil, le ministre de l'Éducation, José Vasconcelos, le nomme directeur artistique du Pavillon de la céramique à la faculté des sciences chimiques.
La majeure partie du reste de la carrière de Fernández Ledesma est liée à l'édition et à l'éducation. En 1924, toujours avec Montenegro, il illustre un livre édifiant de Lecturas clásicas para niños et contribue à la revue El Maestro et lance un atelier d'impression pour promouvoir le développement de la gravure au Mexique. En 1926, il lance un magazine intitulé Forma, parrainé par le gouvernement et consacré aux beaux-arts au Mexique, dont il reste le rédacteur en chef pendant plusieurs années,,. Dans les années 1920, il travaille également comme illustrateur pour l'hebdomadaire El Universal Ilustrado. En 1935, il devient chef des bureaux de rédaction du Secretará de Educación Pública. Fernández Ledesma édite et publie plusieurs livres sur l'art populaire mexicain, dont Juguetes Mexicanos, publie en 1929.
Sa relation avec l'enseignement artistique commence en 1925, comme professeur de dessin au Secretaría de Educación Pública, puis en 1926 au Centro de Arte Popular. Après avoir refusé le poste de directeur de l'une des Escuelas de Pintura al Aire Libre, Fernández Ledesma, ses frères et Guillermo Ruiz décident de créer l'Escuela de Escultura y Talla Directo, une école de sculpture et de gravure. L'école remet en question l'idée de l'art pour l'art, en se concentrant sur l'artisanat et l'art populaire, et en enseignant aux travailleurs et aux enfants. En 1928, il est l'un des membres fondateurs du mouvement "¡30-30 !" avec Fernando Leal et Ramón Alva de Canal. Ce groupe se distingue par son hostilité à l'égard du monde universitaire, en essayant de changer la façon dont les étudiants en art reçoivent leur enseignement, et par sa conviction que l'art doit avoir un objectif social avant tout,.
Fernández Ledesma organise également des expositions d'art mexicain à l'étranger. En 1929, il est envoyé en Espagne, en charge d'une exposition des travaux des étudiants des Escuelas de Pintura al Aire Libre et du Centro de Arte Popular à l'exposition ibéro-américaine de 1929 à Séville,. En 1940, il prépare avec Miguel Covarrubias une exposition intitulée 20 siècles d'art mexicain, qui est présentée à New York. Il est membre fondateur de la Liga de Escritores y Artistas Revolucionarios (Ligue des écrivains et artistes révolutionnaires) en 1934 et, avec le soutien du ministère de l'éducation publique, expose les œuvres de ses collègues à Paris en 1938 sous le titre Art dans la vie politique mexicaine.

### Reconnaissance et dernières années
En 1942, il reçoit une bourse Guggenheim pour la non-fiction, et une autre en 1969. En 1975, il reçoit la médaille José Guadalupe Posada à Aguascalientes, et en 1982, le Palacio de Bellas Artes organise une rétrospective de son œuvre intitulée Artista y promotor cultural. Il est également accepté comme membre du Salón de la Plástica Mexicana.
Fernández Ledesma meurt en 1983 à Mexico.